# Asterix, a gall
Az Asterix, a gall (eredeti cím: Astérix le Gaulois) 1967-ben bemutatott francia–belga rajzfilm, amely az Asterix-sorozat első része. Az animációs játékfilm rendezője Ray Goossens, társproducere Georges Dargaud. A forgatókönyvet René Goscinny és Albert Uderzo képregénye alapján Jos Marissen írta, a zenéjét Gérard Calvi szerezte. A mozifilm a Dargaud Films és a Belvision gyártásában készült, az Athos Films és a Ciné Vog Films forgalmazta. Műfaja kalandos filmvígjáték.
Franciaországban 1967. december 20-án, Magyarországon 1987. március 26-án mutatták be a mozikban.

## Szereplők
| Szereplő                             | Eredeti hang      | Magyar hang     |
| ------------------------------------ | ----------------- | --------------- |
| Asterix                              | Roger Carel       | Szombathy Gyula |
| Obelix                               | Jacques Morel     | Benkóczy Zoltán |
| Panoramix                            | Lucien Raimbourg  | Harkányi Endre  |
| Abraracourcix                        | Pierre Tornade    | Vajda László    |
| Caius Bonus                          | Pierre Tornade    | Kaló Flórián    |
| Marhaárus                            | Pierre Tornade    | Farkas Antal    |
| Assurancetourix                      | Jacques Jouanneau | Kaszás Attila   |
| Caligulaminus                        | Jacques Jouanneau | Szerednyey Béla |
| Marcus Sacapus                       | Pierre Trabaud    | Dunai Tamás     |
| Iulius Caesar                        | Jean Parédes      | Gruber Hugó     |
| Mesélő                               | Bernard Lavalette | Végvári Tamás   |
| Doulius Octopus                      | N/A               | Füzessy Ottó    |
| Gracchus Sextilius                   | N/A               | Huszár László   |
| Claudius Quintilius                  | N/A               | Beregi Péter    |
| Hóhér                                | N/A               | Galgóczy Imre   |
| Caius Bonus-t borotváló római katona | N/A               | Borbély László  |

További magyar hangok: Antal László, Bata János, Beregi Péter, Füzessy Ottó, Galgóczy Imre, Haraszin Tibor, Huszár László, Kiss László, Rátóti Zoltán, Varga T. József

## Televíziós megjelenések
- Duna TV, Msat, Minimax, M1, Film+ (korábban), Film+ 2, Cool
- M2
- Film+ (később), RTL Klub